# Бранио сам Младу Босну
Бранио сам Младу Босну је српски филм из 2014. године у режији и по сценарију Срђана Кољевића.
Филм је своју премијеру имао 14. октобра 2014. године.
Године 2015. на РТС-у је приказана серија од четири епизоде под истим називом, од материјала снимљеног за филм.

## Радња
28. јун 1914. године – Гаврило Принцип и његови другови, младићи који снивају о слободи, извршиће атентат на престолонаследника Аустроугарске монархије Франца Фердинанда. Суочени са огромним репресалијама Аустрије, Принцип и другови одлучили су да све признају. Међутим, без обзира на све покушаје да се у истрази нађу докази, а кривица за атентат припише влади Србије, истрага доживљава неуспех. Србија нема никакве везе са атентатом, али ништа није могло да заустави рат... Суђење младобосанцима које се одиграло октобра 1914. у Сарајеву, само је требало да да потврду аргументима за објаву рата Србији.
На суђењу које следи, у најважнијем судском процесу XX века, браниће их млади правник Рудолф Цистлер. Кад упозна заносе и идеале својих брањеника, наћи ће се у вртлогу емотивне драме, спреман на највећи ризик. Ово је прича о Сарајевском атентату из његовог угла...

## Улоге
| Глумац              | Улога                       |
| ------------------- | --------------------------- |
| Никола Ракочевић    | Рудолф Цистлер              |
| Вук Костић          | Вељко Чубриловић            |
| Небојша Глоговац    | Лео Пфефер                  |
| Ваја Дујовић        | Јованка Чубриловић          |
| Милош Ђуровић       | Гаврило Принцип             |
| Марко Грабеж        | Недељко Чабриновић          |
| Марко Павловић      | Трифко Грабеж               |
| Милан Марић         | Данило Илић                 |
| Борис Исаковић      | Тужилац Фрањо Свара         |
| Бранислав Лечић     | Шеф полиције Виктор Ивасјук |
| Драган Петровић     | Судија Куриналди            |
| Радослав Миленковић | Венцл Малек                 |
| Новак Билбија       | Митар Керовић               |
| Бранислав Томашевић | Мишко Јовановић             |
| Вучић Перовић       | Васо Чубриловић             |
| Андреј Пиповић      | Цветко Поповић              |
| Љубомир Бандовић    | Наредник Мурат              |
| Марко Јанкетић      | Иво Андрић                  |
| Ирфан Менсур        | Коста Премужић              |

## Лик Рудолфа Цистлера
24 особе су оптужене за убиство престолонаследника а дан касније, на историјску сцену ступио је Рудолф Цистлер рекавши да се младобосанцима може судити за “убиство”, али не за “убиство престолонаследника” јер закон у Босни не познаје посебну заштиту престолонаследника. Оспорио је и оптужбу за велеиздају.
Атентатори су две недеље касније, 28. октобра, ипак осуђени (петорица на смрт, а остали на 20 година робије), а Цистлер је због тога што је знањем и вештином понизио тадашње правосудне органе, 24 сата по окончању суђења прогнан из Сарајева.
Рудолф Цистлер је у време одбране младобосанаца и сам био веома млад, имао је свега 24 године.